# Ultrasuave
Ultrasuave – argentyński zespół muzyczny, założony w 1995 roku w mieście Córdoba. Muzyka Ultrasuave inspirowana jest estetyką brytyjskiej kompilacji C86, shoegaze'em i lo-fi, tworząc własny, unikalny styl, łączący popowe melodie z oniryczną, niekiedy depresyjną atmosferą. 

## Historia
Zespół został założony w 1995 roku przez Pablo Quitanę, Martina Raposo, Gonzalo Torres oraz Danielę Lucero.  
Początkowo utwory nagrywane były na 4-ścieżkowych magnetofonach i w przenośnych studiach nagraniowych. Z czasem zespół rozwinął swój proces twórczy, wprowadzając nowe narzędzia, nie tracąc przy tym swojej tożsamości.
W 1999 roku w czasopiśmie muzycznym „Pagina 12” ukazał się artykuł na temat stanu muzyki niezależnej w Argentynie. Pisano w nim m.in. o Ultrasuave, wymieniając wśród zespołów prądu muzycznego „Nuevo Rock Argentino”:
Rzeczywistość nie jest taka sama w głębi prowincji. Na przykład w Alta Gracia istnieje interesujący ruch napędzany przez siły rockowe, takie jak ludzie z fanzinu Fauno i kilka niezależnych wytwórni. Wśród nich są Ultrasuave, grupa popowa, Rolo Casas, gitarzysta bluesowy i Los Navarros. I inni, którzy żyją gdzieś pomiędzy post-punkiem a hardcorem, tacy jak Pura Diversión, Forma de vida, Guaska i Venus Chanel.

W kolejnych latach pisano o Ultrasuave m.in. w argentyńskim magazynie „Rock delux” (2006): 

Ultrasuave otwarcie uczestniczy w tym nurcie argentyńskiego popu, w którym kompozycje są rozwiązane z zabawnym akcentem, eterycznymi nutami i wyraźnymi melancholijnymi cechami.
W 2014 roku poprzez argentyńskie wydawnictwo Lo-fi Records zespół nawiązał współpracę z polskim zespołem folk-noirowym Scandinavian Low. Martin Raposo, wokalista i kompozytor Ultrasuave napisał dla polskiej grupy utwór „Intentando”, zaś wokalistka SL zaśpiewała gościnnie na płycie Ultrasuave „Los días pasan y pasan...” (2015) w utworze, takim jak „Witold” oraz na płycie „1000 formas de pedir perdón” (2016) w utworze „No pasa hoy”. W kolejnym roku, z okazji 20-lecia istnienia Ultrasuave, powstał nagrany nocą na ulicach polskiego miasta Katowice teledysk do utworu „Despertar” .

## Muzycy

### Obecny (2025) skład zespołu
- Martin Raposo – śpiew, gitara basowa, klawisze
- Pablo Quitana – gitara
- Juan Pablo Martinez Ontivero – gitara
- Caleb Martinez – perkusja

### Byli członkowie
- Gonzalo Torres – perkusja
- Daniela Lucero – śpiew, gitara
- Florencia de Ibanez – gitara basowa
- Esteban Hererdia – perkusja
- Soledad Romero – keyboard
- Jorge Torres – gitara

## Dyskografia

### Albumy studyjne
- Verdugo de la juventud (2024)
- Los cobardes mueren mil veces (2024)
- Refugio
- U.S.M.
- Un día más (2024)
- Mirada Perdida (2022)
- Córdoba en llamas (2021)
- Ellos o nosotros (2021)
- Nosotros o ellos (2020)
- En tinieblas (2020)
- Vidas de color gris (2019)
- Fuimos un destello (2018)
- Lejos de tu jardín (2018)
- Despedidas (2017)
- El Aeroplano Del Futuro
- 1000 formas de pedir perdón (2016)
- Desaparecer (para siempre) (2015)
- Los días pasan y pasan... (2015)
- Y además ya no te quiere
- Corazón
- Escalera Abajo
- Días Felices
- Mentimos lo menos posible...
- Split Ultrasuave/Jr: Sesiones Low
- Dulce Star]
- Una pequeña desilusión
- El momento frío

### EP
- El terrible tormento de los sábados EP[6]
- El pintor muerto EP[7]
- Te estoy perdiendo EP[8]
- Amigos de Grant EP[9]